# Heteronucia minuta
Heteronucia minuta is een krabbensoort uit de familie van de Leucosiidae. De wetenschappelijke naam van de soort is voor het eerst geldig gepubliceerd in 1996 door Chen.